# Ami Bera
Amerish Babulal Bera, detto Ami (Los Angeles, 2 marzo 1965), è un politico e medico statunitense, membro della Camera dei rappresentanti per lo stato della California dal 2013.

## Biografia
Nato a Los Angeles da genitori indiani, Bera studiò medicina all'Università della California, Irvine e dopo la laurea esercitò la professione di medico per molti anni.
Successivamente Bera si dedicò alla politica con il Partito Democratico. Nel 2010 si candidò alla Camera dei Rappresentanti contro il deputato repubblicano in carica Dan Lungren, ma venne sconfitto con un netto margine di scarto.
Due anni dopo Bera sfidò nuovamente Lungren, che per via del ridefinimento dei distretti congressuali si era candidato per un nuovo seggio. Questa volta Lungren trovò molte più difficoltà a farsi riconfermare dagli elettori e alla fine perse di misura contro Bera, che approdò così al Congresso.
Ami Bera è sposato con Janine, dalla quale ha avuto una figlia.